# Buczek (gemeente)
De gemeente Buczek is een landgemeente in het Poolse woiwodschap Łódź, in powiat Łaski.
De zetel van de gemeente is in Buczek.
Op 30 juni 2004 telde de gemeente 4869 inwoners.

## Oppervlakte gegevens
In 2002 bedroeg de totale oppervlakte van gemeente Buczek 90,84 km², waarvan:
- agrarisch gebied: 69%
- bossen: 21%

De gemeente beslaat 14,71% van de totale oppervlakte van de powiat.

## Demografie
Stand op 30 juni 2004:
| Omschrijving                   | Totaal | Totaal | Vrouwen | Vrouwen | Mannen | Mannen |
| ------------------------------ | ------ | ------ | ------- | ------- | ------ | ------ |
| eenheid                        | aantal | %      | aantal  | %       | aantal | %      |
| inwoners                       | 4869   | 100    | 2452    | 50,4    | 2417   | 49,6   |
| bevolkingsdichtheid (inw./km²) | 53,6   | 53,6   | 27      | 27      | 26,6   | 26,6   |

In 2002 bedroeg het gemiddelde inkomen per inwoner 1236,53 zł.

## Administratieve plaatsen (sołectwo)
Bachorzyn, Brodnia Dolna-Brodnia Górna, Buczek, Czestków A, Czestków B, Czestków F, Grzeszyn, Gucin, Józefatów, Kowalew, Luciejów, Malenia, Sowińce, Sycanów, Wola Bachorska, Wola Buczkowska.
Zonder de status sołectwo : Czarny Las, Dąbrowa, Herbertów, Petronelów, Strupiny.

## Aangrenzende gemeenten
Łask, Sędziejowice, Zelów